# Metastivalius mordax
Metastivalius mordax är en loppart som först beskrevs av Rothschild 1908.  Metastivalius mordax ingår i släktet Metastivalius och familjen Stivaliidae. Inga underarter finns listade i Catalogue of Life.